# Réseau routier de l'Isère
Cet article présente l'histoire, les caractéristiques et les événements significatifs ayant marqué le réseau routier du département de l'Isère en France.
Au 31 décembre 2017, la longueur totale du réseau routier du département de l'Isère est de 16 363 kilomètres, se répartissant en 259 kilomètres d'autoroutes, 106 kilomètres de routes nationales, 4 656 kilomètres de routes départementales et 11 342 kilomètres de voies communales. 

## Histoire

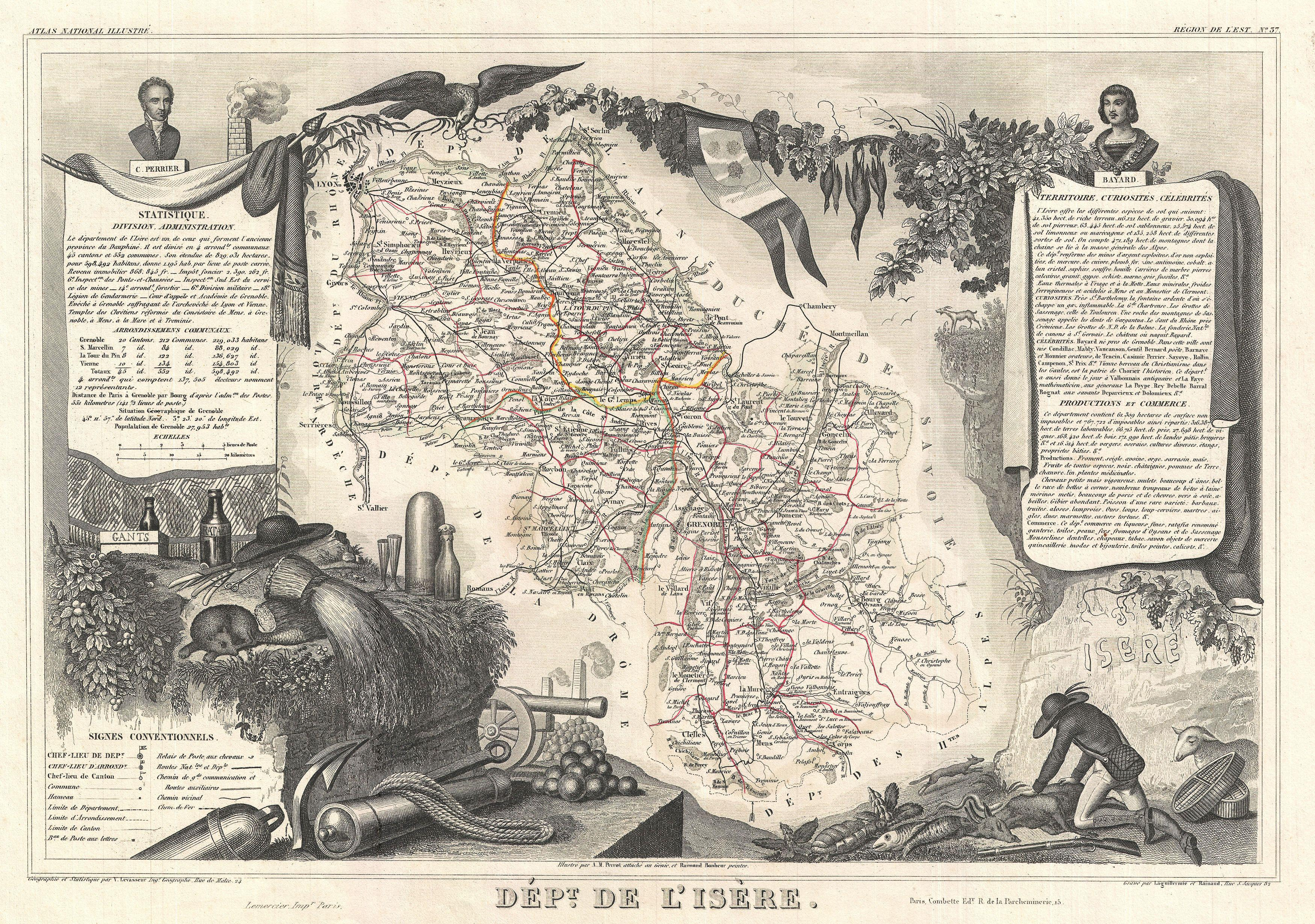
Carte Levasseur du département de l'Isère (1852)

### XVIIIesiècle
De 1750 à 1784, l’ensemble du réseau routier est pour la première fois cartographié à grande échelle (au 86400e) et de manière complète par Cassini de Thury, à la demande de Louis XV. Ces cartes sont d’une grande richesse toponymique, mais d’une grande pauvreté quant à la figuration du relief et de l’altimétrie. De même les chemins secondaires sont rarement représentés, du fait d’une part de leur état médiocre, d’autre part de leur faible importance économique.

### XIXesiècle
L’Atlas national illustré réalisé par Victor Levasseur est un précieux témoignage du XIXe siècle, les cartes coloriées à la main sont entourées de gravures indiquant statistiques, notes historiques et illustrations caractéristique des départements. Sur ces cartes sont représentées les routes, voies ferrées et voies d'eau. Par ailleurs, les départements sont divisés en arrondissements, cantons et communes.

### XXesiècle

#### Réforme de 1930
Devant l'état très dégradé du réseau routier au lendemain de la Première Guerre mondiale et l'explosion de l'industrie automobile, l'État, constatant l'incapacité des collectivités territoriales à remettre en état le réseau routier pour répondre aux attentes des usagers, décide d'en prendre en charge une partie. L'article 146 de la loi de finances du 16 avril 1930 prévoit ainsi le classement d'une longueur de l'ordre de 40 000 kilomètres de routes départementales dans le domaine public routier national.
En ce qui concerne le département de l'Isère, ce classement devient effectif à la suite du décret du 15 décembre 1931.

#### Réforme de 1972
En 1972, un mouvement inverse est décidé par l'État. La loi de finances du 29 décembre 1971 prévoit le transfert dans la voirie départementale de près de 53 000 kilomètres de routes nationales. Le but poursuivi est :
- d'obtenir une meilleure responsabilité entre l'État et les collectivités locales en fonction de l'intérêt économique des différents réseaux,
- de permettre à l'État de concentrer ses efforts sur les principales liaisons d'intérêt national,
- d'accroître les responsabilités des assemblées départementales dans le sens de la décentralisation souhaitée par le gouvernement,
- d'assurer une meilleure gestion et une meilleure programmation de l'ensemble des voies.

Le transfert s'est opéré par vagues et par l'intermédiaire de plusieurs décrets publiés au Journal officiel. Après concertation, la très grande majorité des départements a accepté le transfert qui s'est opéré dès 1972. En ce qui concerne le département de l'Isère, le transfert est acté avec un arrêté interministériel publié au journal officiel le 31 décembre 1972.

### XXIesiècle

#### Réforme de 2005
Une nouvelle vague de transferts de routes nationales vers les départements intervient avec la loi du 13 août 2004 relative aux libertés et responsabilités locales, un des actes législatifs entrant dans le cadre des actes II de la décentralisation où un grand nombre de compétences de l'État ont été transférées aux collectivités locales. Dans le domaine des transports, certaines parties des routes nationales sont transférées aux départements et, pour une infime partie, aux communes (les routes n'assurant des liaisons d'intérêt départemental). 
Le décret en Conseil d’État définissant le domaine routier national prévoit ainsi que l’État conserve la propriété de 8 000 kilomètres d’autoroutes concédées et de 11 800 kilomètres de routes nationales et autoroutes non concédées et qu'il cède aux départements un réseau de 18 000 kilomètres. 
Dans le département de l'Isère, le transfert est décidé par arrêté préfectoral signé le 15 décembre 2005. 491 kilomètres de routes nationales sont déclassées. La longueur du réseau routier national dans le département passe ainsi de 595 kilomètres en 2004 à 104 en 2006 pendant que celle du réseau départemental s'accroît de 4 580 à 5 145 kilomètres. 

## Caractéristiques

### Consistance du réseau
Le réseau routier comprend cinq catégories de voies : les autoroutes et routes nationales appartenant au domaine public routier national et gérées par l'État, les routes départementales appartenant au domaine public routier départemental et gérées par le Conseil général de l'Isère et les voies communales et chemins ruraux appartenant respectivement aux domaines public et privé des communes et gérées par les municipalités. Le linéaire de routes par catégories peut évoluer avec la création de routes nouvelles ou par transferts de domanialité entre catégories par classement ou déclassement, lorsque les fonctionnalités de la route ne correspondent plus à celle attendues d'une route de la catégorie dans laquelle elle est classée. Ces transferts peuvent aussi résulter d'une démarche globale de transfert de compétences d'une collectivité vers une autre.
Au 31 décembre 2011, la longueur totale du réseau routier du département de l'Isère est de 16 574 kilomètres, se répartissant en 258 kilomètres d'autoroutes, 109 kilomètres de routes nationales, 5 160 kilomètres de routes départementales et 11 047 kilomètres de voies communales. 
Il occupe ainsi le 9e rang au niveau national sur les 96 départements métropolitains quant à sa longueur et le 31e quant à sa densité avec 2,2 kilomètres par km2 de territoire.
Trois grandes réformes ont contribué à faire évoluer notablement cette répartition : 1930, 1972 et 2005.
L'évolution du réseau routier entre 2002 et 2017 est présentée dans le tableau ci-après.
|                        | 2002   | 2003   | 2004   | 2005   | 2006   | 2007   | 2008   | 2009   | 2010   | 2011   | 2012   | 2013   | 2014   | 2015   | 2016   | 2017   |
| ---------------------- | ------ | ------ | ------ | ------ | ------ | ------ | ------ | ------ | ------ | ------ | ------ | ------ | ------ | ------ | ------ | ------ |
| Autoroutes             | 249    | 251    | 252    | 251    | 251    | 262    | 262    | 262    | 262    | 258    | 258    | 258    | 258    | 259    | 259    | 259    |
| Routes nationales      | 594    | 594    | 595    | 103    | 104    | 104    | 104    | 104    | 104    | 109    | 109    | 109    | 109    | 107    | 105    | 106    |
| Routes départementales | 4 553  | 4 557  | 4 580  | 4 595  | 5 145  | 5 160  | 5 160  | 5 160  | 5 160  | 5 160  | 5 160  | 5 160  | 5 160  | 5 160  | 5 160  | 4 656  |
| Voies communales       | 10 389 | 10 423 | 10 513 | 10 651 | 10 717 | 10 837 | 10 837 | 11 040 | 11 047 | 11 047 | 11 175 | 11 230 | 11 230 | 11 271 | 11 314 | 11 342 |
| TOTAL                  | 15 785 | 15 825 | 15 940 | 15 600 | 16 217 | 16 363 | 16 363 | 16 566 | 16 573 | 16 574 | 16 702 | 16 757 | 16 757 | 16 797 | 16 838 | 16 363 |

Le 31 mai 2020, le réseau routier dispose de 18 062 kilomètres de voiries:
- 256 km d’autoroutes;
- 110 km de routes nationales;
- 442 km de routes appartenant à Grenoble Alpes Métropole (route métropolitaine);
- 4 630 km de routes départementales;
- 12 624 km de routes communales

### Tracé de quelques routes départementales
A classer et à compléter. 
- RD1 - A43 - St-Jean-de-Soudain
- RD2 - St-Clair-de-la-tour - St-Didier de la tour
- RD3 - Voreppe - Veurey-veuroize - Montaud
- RD4 - Chasse-sur-Rhône - Vienne - les Roches de Condrieu - Le Péage de Roussillon - Sablons
- RD4A - Givors - A47
- RD4E - Chasse-sur-Rhone - Seyssuel - N7
- RD4F - RD4 - Clonas-sur-Vereze
- RD12 - Rives - Charnècles - Saint-Cassien - Voiron
- RD12A - St-Cassien - Reaumont - Rives
- RD12B - Reaumont - St-Blaise du buis - La Murette
- RD45 - Saint-Quentin-sur-Isère - Fures (Tullins) - Renage - Rives
- RD71 - Le Contour (Champier) - Saint-Corps - La Côte-Saint-André - Saint-Siméon-de-Bressieux - Roybon - Murinais
- RD73 - La Côte-Saint-André - Saint-Hilaire-de-la-Côte - La Frette - Le Grand-Lemps - Burcin - Virieu
- RD74 - Noyarey - Parc naturel régional du Vercors
- RD105F - Noyarey - Saint-Egreve
- RD119 - Autoroute A48 - Aéroport Grenoble-Saint-Geoirs
- RD218 - Saint-Quentin-sur-isere - Montaud - Autrans - Autrans-Méaudre en Vercors
- RD512 - Grenoble - Le-Sappey-en-chartreuse - St-Pierre-de-chartreuse - St-Pierre d'entremont
- RD518 - Saint-Étienne-de-Saint-Geoirs - Cours-le-Veyron (Saint-Geoirs) - Chasselay - Saint-Vérand - Saint-Marcellin - Saint-Romans - Pont-en-Royans - La Chapelle-en-Vercors - Die
- RD519 - Autoroute A48 (échangeur de Rives) - Beaucroissant - Saint-Étienne-de-Saint-Geoirs - Marcilloles - Beaurepaire - RN7 (Chanas)
- RD520 - Les Echelles - St-Laurent-du-pont - Voiron - Apprieu - Châbons - Biol - Nivolas-vermelle
- RD529 - Champ-sur-Drac - Saint-Georges-de-Commiers - Notre-Dame-de-Commiers - Monteynard - La Motte-Saint-Martin - La Motte-d'Aveillans - Susville - La Mure
- RD530 (vallée du Vénéon) - lieu-dit Le Clapier sur la commune du Bourg-d'Oisans (jonction avec le RD1091) - Venosc (dans la commune nouvelle des Deux-Alpes depuis 2017) - Saint-Christophe-en-Oisans
- RD531 - Sassenage - Lans-en-vercors - Villard-de-lans - Choranche - Pont-en-royans - St Nazaire-en-royans

- RD1075 (ex-RN75) - ... - Morestel - Les Abrets - Chirens - Voiron - La Buisse - Voreppe - Saint-Egreve - Grenoble - Pont-de-Claix - Monestier-de-Clermont - ...
- RD1085 (ex-RN85) : Bourgoin-Jallieu - Nivolas-Vermelle - Badinières - Champier - La Frette - Charnècles - Moirans - Voreppe - Pont-de-Claix - Vizille - La Mure - Corps - ...
- RD1090 (ex-RN90) - Grenoble - Meylan - Saint-Ismier - Crolles - Le Touvet - RN6
- RD 1091 (ex-RN91) - Vizille - Livet et gavet - Le Bourg d'oisans - vers Briançon
- RD1092 (ex-RN92) - Romans-sur-Isère - Saint-Hilaire-du-Rosier - Saint-Marcellin - Vinay - Tullins - Moirans - Voiron
- RD1532 (ex-RN532) - ... - Saint-Nazaire-en-Royans - Beauvoir-en-Royans - Saint-Gervais - Saint-Quentin-sur-Isère - Veurey-Voroize - Noyarey - Sassenage - Seyssinet-Pariset

## Réalisations ou événements récents
Cette section a pour objet de recenser les évènements marquants concernant le domaine de la Route dans le département de l’Isère depuis 1990. Seront ainsi citées les déclarations d’utilité publique, les débuts de travaux et les mises en service. Seuls les ouvrages les plus importants soit par leur coût soit par leur impact (déviation de bourgs) seront pris en compte. De même, il est souhaitable de ne pas recenser les projets qui n’ont pas encore fait l’objet d’une utilité publique.
- 21 mars 2007 : Inauguration et mise en service du deuxième tronçon de l'A51 de Saint-Martin-de-la-Cluze au Col du Fau. Construit en 5 ans, après de nombreuses polémiques, cet aménagement aura couté 191 millions d'euros à AREA. Il ouvre à Grenoble, en l'espace de trente minutes, les portes du Trièves. Deux grands ouvrages dont :
  - Le viaduc de Monestier franchit la vallée du Fanjaret sur 860 m, entre le tunnel de Sinard et le déblai de Saint-Paul-lès-Monestier. Le poids de l’ouvrage approche les 50 000 tonnes. Il repose sur huit piliers de 40 à 70 m de haut.
  - Le Tunnel de Sinard (950 m) permet de passer du bassin versant du Drac au bassin de la Gresse. Il comporte deux tubes reliés entre eux par 4 liaisons espacées de 200 m : la galerie ouest (950 m) accueille la chaussée autoroutière (2x1 voie); l’autre (995 m) est vouée à l’entretien et aux secours. Coût de l’ouvrage : 39 millions d’euros.

- Les déviations de Livet-et-Gavet (mis en service en 2007) détournent le trafic routier de la RD1091 pour protéger les villages. La RD1091 (ex RN91) est le principal accès à l'Oisans et à Briançon.

- Le 10 avril 2015, la route départementale 1091 longeant le lac du Chambon est fermée en raison d'un glissement de terrain provoquant des éboulements dans le grand tunnel du Chambon. Des travaux commencent afin de reconstruire la voute du tunnel, coupant la relation entre Grenoble et Briançon. Des navettes à travers le lac sont alors mises en place pour la population locale. Le 19 juin, la préfecture de l'Isère annonce qu'un glissement de 600 000 à 1 000 000 m3, se déplaçant de 10 à 15 cm par jour, menace de tomber dans le lac, générant une vague de 1,5 à 4 m de haut[20]. EDF annonce alors, par la voix du directeur du groupement d’exploitation hydraulique Écrins-Vercors, que cet événement géologique sera supporté sans dommage par le barrage du Chambon[21]. Les travaux de reconstruction du tunnel sont alors suspendus pour une durée indéterminée, la réouverture ne devant pas intervenir avant novembre 2015. Cet événement entraîne le changement de parcours de la 20e étape du Tour de France 2015 (Modane-L'Alpe d'Huez, prévue le 25 juillet), qui abandonne le passage du col du Galibier pour celui de la Croix-de-Fer[22],[23].
- Le 21 juin 2024, une crue du Vénéon emporte plusieurs parties de la RD530, qui parcourt la vallée où coule ce torrent, ce qui interrompt les accès routiers habituels aux bourgs et hameaux des communes de Venosc (qui fait partie depuis 2017 de la commune nouvelle des Deux Alpes et reste relié au plateau par l'ascenseur valléen qu'est la télécabine de Venosc) et Saint-Christophe-en-Oisans. Une piste provisoire est mise en place afin de rétablir un accès pour les résidents et les entreprises de travaux qui vont nettoyer, remettre en état et sécuriser la route ; le chantier de remise en état de la RD530 est prévu pour un minimum de quatre mois[24],[25].
- Le 25 juillet 2024, a lieu l'éboulement de La Rivière, sur la RD1532 (ex-RN532), entre les communes iséroises de La Rivière et Saint-Gervais. Cet éboulement est évalué à un million de mètres cubes de matériaux et, début 2025, un important volume de matière menace encore de s'y ajouter[26]. En mars 2025, il est annoncé que la portion de route concernée ne sera pas rouverte mais un nouveau tracé est à l'étude[26].

## «Étude de vulnérabilité des territoires» isérois dans les années 2020
Le Département de l'Isère a lancé en 2024 une « étude de vulnérabilité des territoires » comprenant ses axes routiers, incluant les impacts du changement climatique qui pourrait augmenter le nombre et la fréquence de certains phénomènes les menaçant tels que des éboulements,. Cela en lien également avec les possibilités financières pour les réparations, qui peuvent être de plusieurs millions d'euros pour un axe routier. La publication des conclusions de l'étude, prévue pour 2025, doit comprendre une liste de secteurs menacés sur la décennie à suivre et sur un temps plus long,.

## Sources
- Le Dauphiné Libéré du 21 mars 2007